# Equisetum sylvaticum
La cola de caballo  (Equisetum sylvaticum) es una planta de la familia de las equisetáceas.

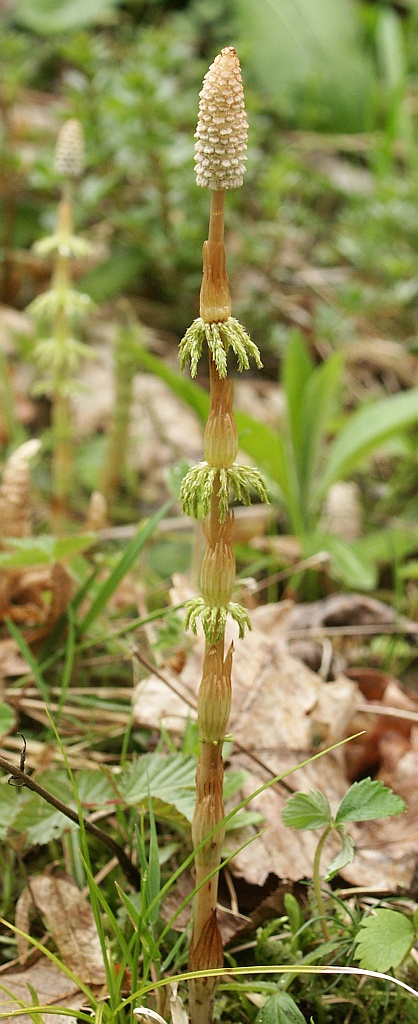
Detalle de la planta

## Descripción
Nace en primavera a partir de un rizoma rastrero subterráneo, produciéndose brotes de dos tipos: unos estériles, verdes, con verticilos de ramillas más largas en la parte inferior del tallo; otros fértiles, marrones en un principio reverdeciendo tras la maduración, con ramillas más largas en los verticilos superiores. Ramillas colgantes. Las vainas foliares presentan 3-6 lóbulos romos.

## Hábitat
Se encuentra en suelos turbosos y taludes húmedos de los bosques; a una altitud de 1200-1600 metros en zonas templadas y frías del hemisferio norte. En la península ibérica aparece en la cordillera Cantábrica y Pirineos.

## Taxonomía
Equisetum sylvaticum fue descrita por Carlos Linneo y publicado en Species Plantarum 2: 1061. 1753.
Etimología
Equisetum: nombre genérico que proviene del latín: equus = (caballo) y seta (cerda).
sylvaticum: epíteto latíno que significa "que crece en los bosques, silvestre".
Sinónimos
- Equisetum capillare Hoffm.[4]